# Avalanches d'Évolène du 21 février 1999
Les avalanches d'Évolène du 21 février 1999 sont une catastrophe survenue le 21 février 1999 à Evolène dans laquelle douze personnes perdent la vie dans deux avalanches qui ensevelirent plusieurs habitations. Elles sont dues aux quantités de neige très importantes tombées sur les Alpes durant l'hiver 1999,.

## Causes de la catastrophe
En février 1999, c’est le chaos dans les Alpes. D'importantes chutes de neige feront que 800 avalanches seront recensées dans toute la chaîne, souvent descendues à des endroits inhabituels. D’énormes quantités de neige s’accumulent alors sur les larges pentes dégagées qui surplombent les hameaux de Villaz et de La Sage. Ce phénomène est amplifié par le vent qui souffle fort en transportant la neige pour la déposer plus loin, à l’abri des crêtes. Le bulletin d'avalanches du 20 février 1999, un jour avant le drame, « rendait attentif au risque d'avalanches dans des zones rarement voire jamais touchées jusque-là ».

## Déroulement
Le dimanche 21 février 1999 à 20 h 27, les deux premières avalanches se sont déclenchées sur les hauts de Villaz, à une altitude d’environ 2 600 mètres. Ces avalanches, combinaisons de neige poudreuse et de neige de printemps, ont tout emporté sur leur passage : les arbres, les chalets, mais aussi les personnes qui se trouvaient là. Les avalanches n'ont pas touché directement le hameau de Villaz, mais celui-ci s’est retrouvé entre les deux coulées qui ont emporté une dizaine de chalets à l’extrémité de la localité. Les avalanches ont ensuite poursuivi leur route jusqu’au bas de la vallée. Elles se sont arrêtées, après avoir dévalé plus de 1 000 mètres de pente, à la hauteur de la route cantonale, cette dernière étant dès lors bloquée entre Evolène et les Haudères.
Les deux coulées dévastatrices ont enseveli douze personnes au total, des touristes pour la plupart.

## Victimes
Douze personnes trouvent la mort dans les avalanches dont deux enfants du pays, mais également la femme, la fille, le gendre, le petit-fils et un ami de Jean-Louis Combes, magistrat français de Caen, ensevelis sous les décombres de leur chalet de vacances.

## Procès
L'affaire a dans un premier temps été classée par le juge d'instruction, mais l'enquête est rouverte à la demande des familles. En mai 2000 une procédure pénale est lancée contre le guide valaisan André Georges, responsable de la sécurité de la commune et Pierre-Henri Pralong, président de la commune d’Evolène. En 2006, le Tribunal fédéral confirme le premier jugement du tribunal cantonal et condamne André Georges à deux mois de prison avec sursis et Pierre-Henri Pralong, à un mois de prison avec sursis. Le tribunal a jugé que tous deux avaient fait preuve de négligence coupable ; Pierre-Henri Pralong aurait dû ordonner l'évacuation du chalet où sont mortes cinq personnes et André Georges aurait aussi dû fermer la route menant aux Haudères où sont mortes les quatre autres. André Georges et Pierre-Henri Pralong doivent également verser un émolument judiciaire de 4000 francs chacun.